# Cimetière Saint-Gervais
Le cimetière Saint-Gervais est un ancien cimetière qui était accolé à l’église Saint-Gervais entre sa paroi nord et la rue du Pourtour (actuelle rue François-Miron) dans le 4e arrondissement de Paris.

## Cimetière paroissial
Le cimetière Saint-Gervais était le cimetière paroissial qui a succédé à une nécropole d’origine gallo-romaine du IVe siècle ou Ve siècle qui s’étendait à l’époque  mérovingienne (VIe siècle-VIIe siècle) entre la rue de Rivoli, la  rue de Lobau, la rue de l'Hôtel-de-Ville et la rue du Pont-Louis-Philippe, dont on a retrouvé des sarcophages lors de travaux.
En 1300, le cimetière Saint-Gervais était circonscrit au nord de l’église jusqu’à la place Baudoyer. Les religieuses hospitalières Saint-Gervais qui étaient établies de l’autre côté de la place Baudoyer avaient la disposition d’une partie du cimetière. Jusqu’en 1212, les morts de la paroisse voisine de Église Saint-Jean-en-Grève (église détruite vers 1800) y étaient enterrés avant la création du cimetière de cette paroisse.

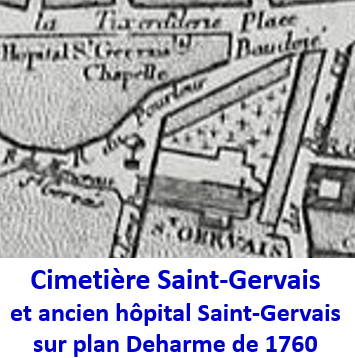
Cimetière en 1760

Le cimetière était entouré d’un mur sur lequel était établi un marché appelé l’« apport Baudoyer ». Un conflit entre les marchands  et la  fabrique Saint-Gervais administrant les biens de la paroisse  fut réglé par une donation des lieux par le roi à celle-ci en 1473 et par une bulle du pape de 1475 Sixte IV l’autorisant à construire des maisons de rapport sur la bordure du cimetière qui prend sa forme  triangulaire.
Des chapelles  adossées à l’église étaient des galeries où il était possible de se faire enterrer.
La surface du cimetière fut diminuée par l’agrandissement  de l’église et la construction de l’immeuble du 2 au 12 de la rue François-Miron et du 15-17 rue des Barres en remplacement des maisons de 1475. Le cimetière très petit pour le grand nombre d’inhumations de la paroisse était une source d’insalubrité avec des mauvaises odeurs incommodant les habitants des immeubles riverains.
La fermeture du cimetière fut ordonnée en 1766 mais cet arrêt ne fut pas appliqué.

## Le site de l'ancien cimetière après la Révolution
Le cimetière de 516 m2 fut fermé le 23 avril 1792 et vendu comme bien national par adjudication en 1796 au citoyen Joseph Bourson avec obligation de construire un mur entre l’ancien cimetière et l’église. L’espace entre le mur et l’église devint un passage piétonnier de 3 mètres de large. Joseph Bourson avait également acquis les maisons de la fabrique Saint-Gervais (actuels  13 et 15 rue des Barres) élevées en 1626 au-dessus d’une galerie abritant des sépultures particulières le « charnier neuf » par opposition au « charnier vieux » le long de l’église. On aperçoit les arcades de ce charnier à travers la grille de la porte du 15-17 rue des Barres.
La chapelle de la Communion construite au XVIIe siècle dans le cimetière, où était enterré Philippe de Champaigne, fut en partie détruite, la partie préservée utilisée par une confiserie.
Des ateliers et diverses constructions s’installent dans la cour à l’emplacement de l’ancien cimetière.

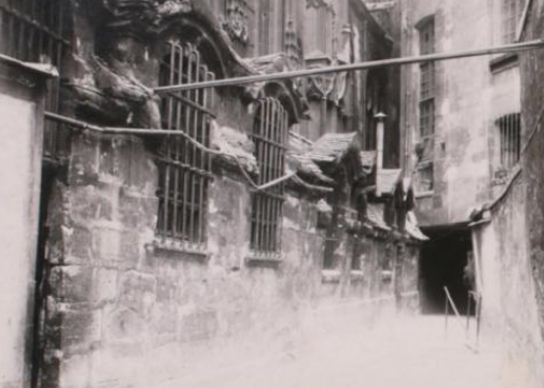
Passage et « charnier Vieux » à gauche vers 1900
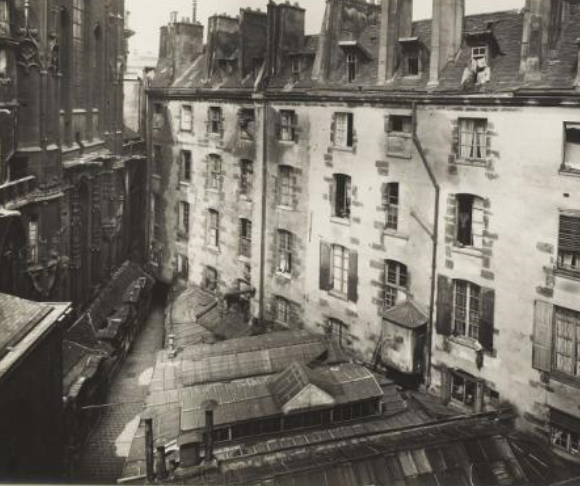
Ateliers sur le terrain de l'ancien cimetière en 1912
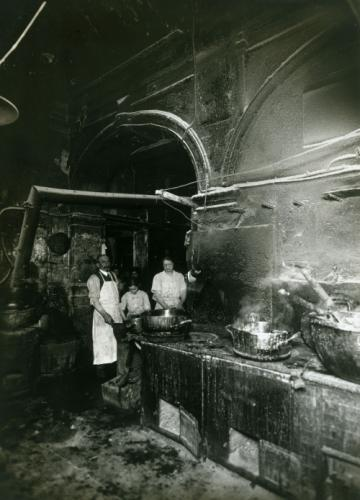
Confiserie dans l'ancienne « chapelle de la Communion », 1855

## La rénovation
À partir de 1945, l’architecte Albert Laprade chargé de la rénovation de la partie ouest de l’îlot insalubre n° 16 supprime ces constructions parasites avec le mur le long du passage et fait démolir les vestiges de la chapelle de la Communion. Cet espace triangulaire est remplacé par le jardin de la copropriété des immeubles voisins.

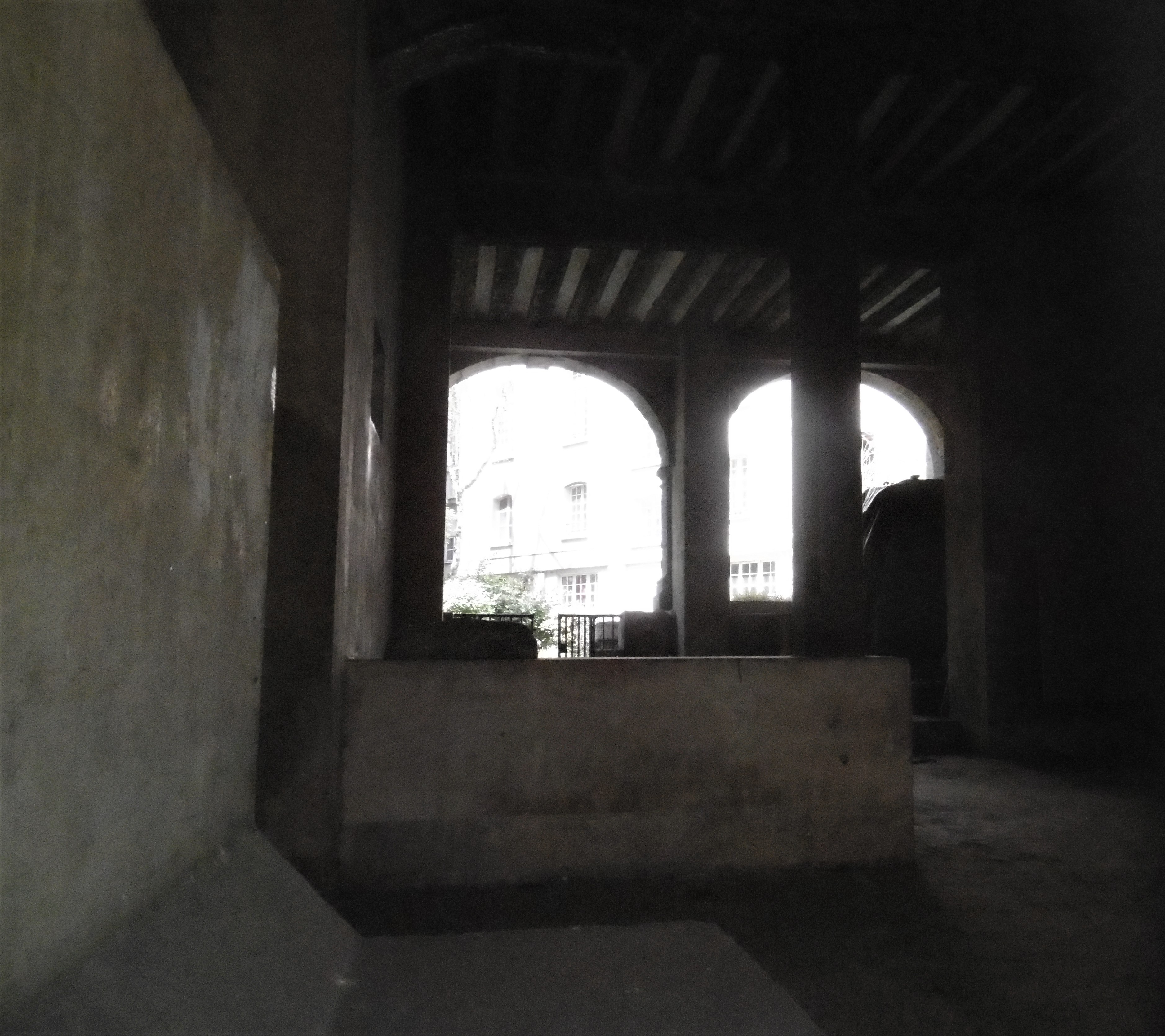
Le charnier neuf sous la maison du 15-17 rue des Barres
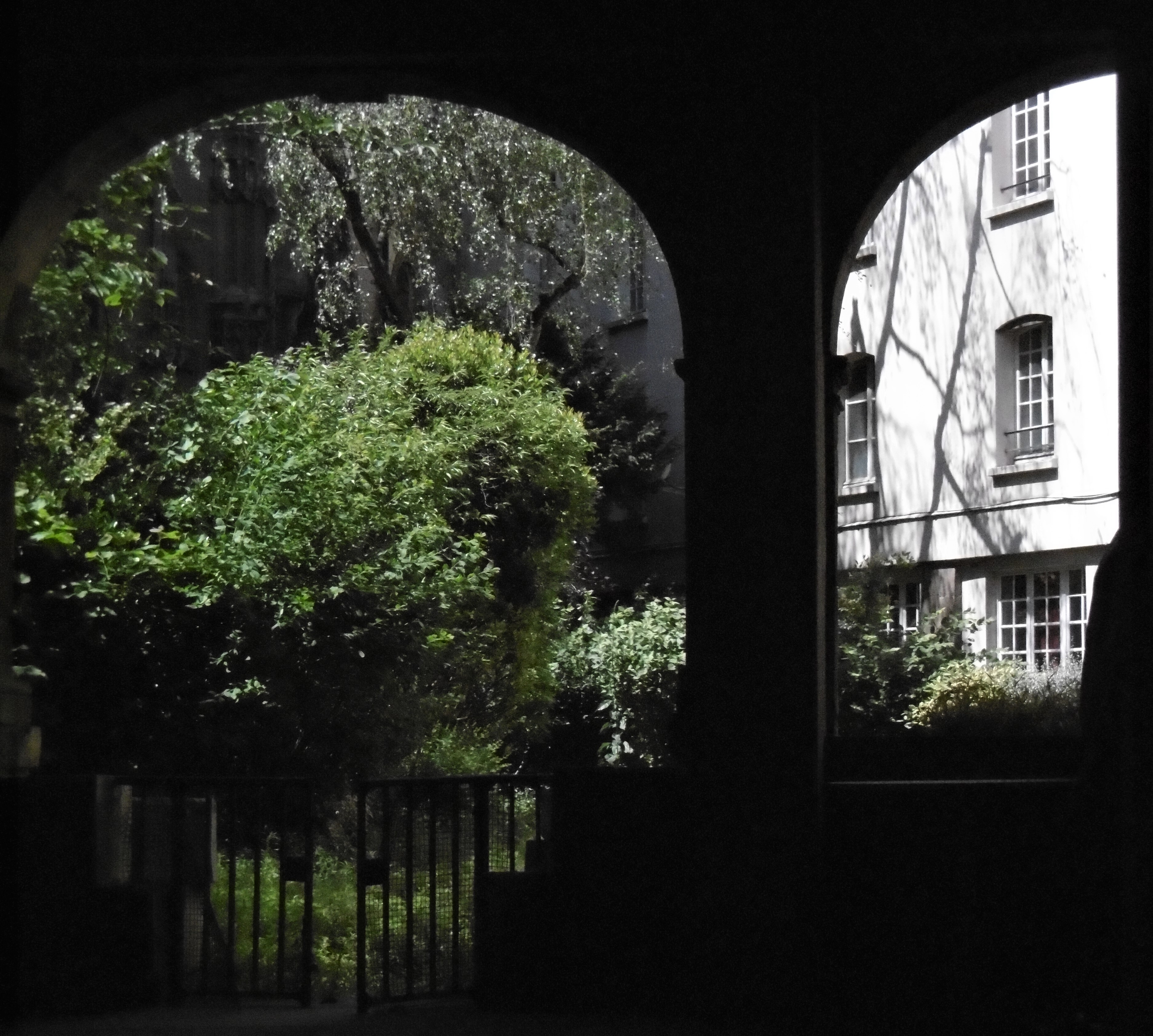
Jardin sur l’espace de l’ancien cimetière derrière les arcades du charnier

## Inhumations
(avril 2021).
Liste non exhaustive des personnes notables inhumées dans l'église, sous les charniers et dans le cimetière.
Louis Boucherat
Nicolas de Bouillé
Philippe de Champaigne
Famille Couperin
Prosper Jolyot de Crébillon
Du Cange
Marin Le Roy de Gomberville
Simon Guillain
Charles-Maurice Le Tellier
Michel Le Teller
Paul Scarron